# بدر الحقبانی
بدر الحقبانی (عربی: بدر الحقباني؛ زادهٔ ۱۷ ژانویهٔ ۱۹۷۹) بازیکن فوتبال اهل عربستان سعودی بود.
از باشگاه‌هایی که در آن بازی کرده‌است می‌توان به باشگاه فوتبال النصر عربستان سعودی اشاره کرد.
وی همچنین در تیم‌های ملی فوتبال زیر ۲۰ سال عربستان و عربستان سعودی بازی کرده‌است.